# Biélorussie aux Jeux olympiques d'hiver de 2006
Cet article contient des informations sur la participation et les résultats de la Biélorussie aux Jeux olympiques d'hiver de 2006 à Turin en Italie. Elle était représentée par 33 athlètes.

## Médailles
|             | Médaille d'or | Médaille d'argent | Médaille de bronze | Total |
| ----------- | ------------- | ----------------- | ------------------ | ----- |
| Biélorussie | 0             | 1                 | 0                  | 1     |

- - Dmitri Dashchinsky  en ski acrobatique saut H Résultats

## Épreuves

### Biathlon
10 km sprint H
- Vladimir Dratchev
- Sergueï Novikov
- Oleg Ryzhenkov
- Alexandre Syman
- Rustam Valiullin

20 km H
- Vladimir Dratchev
- Sergueï Novikov
- Oleg Ryzhenkov
- Alexandre Syman
- Rustam Valiullin

Relais 4 x 7,5 km H
- Vladimir Dratchev
- Sergueï Novikov
- Oleg Ryzhenkov
- Alexandre Syman
- Rustam Valiullin

7,5 km sprint F
- Ludmilla Ananko
- Ekaterina Ivanova
- Olga Nazarova
- Ksenia Zikounkova
- Olena Zubrilova

15 km F
- Ludmilla Ananko
- Ekaterina Ivanova
- Olga Nazarova
- Ksenia Zikounkova
- Olena Zubrilova

Relais 4 x 6 km F
- Ludmilla Ananko
- Ekaterina Ivanova
- Olga Nazarova
- Ksenia Zikounkova
- Olena Zubrilova

### Ski de fond
15 km classique H
- Sergei Dolidovich
- Alexander Lasutkin

30 km poursuite H
- Sergei Dolidovich
- Alexander Lasutkin

50 km libre H
- Sergei Dolidovich
- Alexander Lasutkin

Sprint H
- Sergei Dolidovich
- Alexander Lasutkin

10 km classique F
- Ludmila Korolik Shablouskaya
- Viktoria Lopatina
- Ekaterina Rudakova Bulauka
- Alena Sannikova

15 km poursuite F
- Ludmila Korolik Shablouskaya
- Viktoria Lopatina
- Ekaterina Rudakova Bulauka
- Alena Sannikova
- Olga Vasiljonok

30 km libre F
- Ludmila Korolik Shablouskaya
- Viktoria Lopatina
- Ekaterina Rudakova Bulauka
- Olga Vasiljonok

4 x 5 km F
- Ludmila Korolik Shablouskaya
- Viktoria Lopatina
- Ekaterina Rudakova Bulauka
- Alena Sannikova
- Olga Vasiljonok

Sprint F
- Olga Vasiljonok

### Patinage artistique
Hommes
- Sergei Davydov

### Ski acrobatique
Sauts H et F (à différencier)
- Dmitri Dashinski
- Alexei Grishin
- Anton Kushnir
- Dmitri Rak
- Assoli Slivets
- Timofei Slivets
- Alla Tsuper

### Short-track
- Julia Elsakova

### Saut à ski
- Maksim Anisimov
- Petr Chaadaev

### Patinage de vitesse
- Aleksey Khatylyov
- Anzhelika Kotyuga
- Vitaly Mikhailov
- Svetlana Radkevich